# Syrisk-efraimitiska kriget
Det syrisk-efraimitiska kriget är i biblisk historia kriget mellan å ena sidan Juda rike och å andra sidan det syriska riket Aram-Damaskus i allians med Israels rike ("Efraim") omkring 733 f.Kr. Kriget är endast känt från olika bibelböcker, men det finns assyriska källor om händelsernas storpolitiska bakgrund. Konflikten gick ut på att Resin av Damaskus och Pekach av Israel ville tvinga Achas av Juda att också ansluta sig till alliansen mot Tiglat-Pileser III av Assyrien. 

## Historisk bakgrund
Tiglat-Pileser besteg tronen år 745 och inledde en aggressiv och expansionistisk utrikespolitik, som visade sig vara framgångsrik. År 743 anföll han den nordsyriska staten Arpad, som tillhörde Urartu. Fem år senare besegrade han Hamath, som fick avstå landområden till Assyrien och betala tribut. Enligt Tiglat-Pilesers annaler betalade även Menachem av Israel och Resin av Damaskus tribut till honom. Det handlade om stora belopp. För att stävja det assyriska hotet försökte Resin samla en koalition, som med militära medel skulle sätta stopp för Tiglat-Pilesers framfart.

## Bildandet av en allians
Enligt Jesaja var det Resin som tog initiativet till att bilda en koalition mot Assyrien. Han tvingade Israel med militära medel. Efter en palatskupp där Pekachja blev ersatt av Pekach slutade Samaria att betala tribut till Tiglat-Pileser. Men Achas av Juda vägrade ansluta sig till koalitionen. Då försökte Resin och Pekach att åstadkomma en liknande statskupp i Jerusalem, som skulle sätta "Tabals son" (som endast är känd från Jesaja 7:6) på Davids tron. Den unge Achas lyckades dock behålla sin position.

## Anfall mot Jerusalem

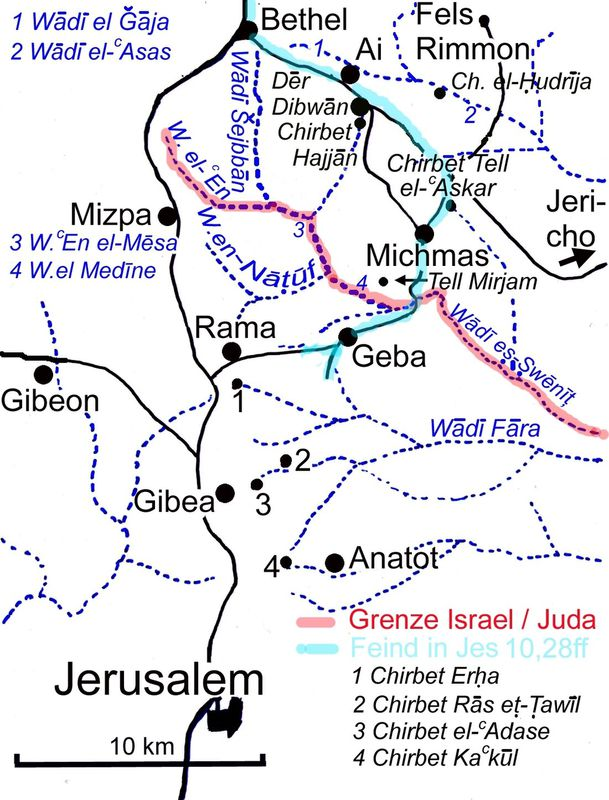
Resins och Pekachs fälttåg enligt Jesaja 10:28-32

Resin och Pekach anföll Juda. De belägrade Jerusalem, men lyckades inte erövra staden. Det är okänt hur länge belägringen varade. Achas skickade sändebud till Tiglat-Pileser för att be om hjälp, med gåvor i silver och guld från templets skattkammare. Det ledde till Tiglat-Pilesers tredje syriska fälttåg.

## Tiglat-Pilesers tredje syriska fälttåg
Efter det första fälttåget mot Arpad och det andra mot Hama, riktade Tiglat-Pileser sin tredje expedition till syriska riken längre söderut. Han erövrade Damaskus 732. Resin dödades och stora delar av stadens befolkning fördes i exil. Pekach blev avsatt och hans efterträdare Hosea återupptog tributbetalningarna till Assyrien. Assyrien inrättade provinser Gilead, Megiddo och Dor, och förde delar av befolkningen i exil. Nederlaget lämnade bara Efraim åt kungen i Samaria.